# Alan Haberman
Alan Haberman (ur. 27 lipca 1929 w Worcester, zm. 12 czerwca 2011 w Newton) – amerykański biznesmen, przewodniczący komisji U.P.C. Symbol Selection Committee, która wybrała kod kreskowy do znakowania produktów.
Ukończył Harvard University, gdzie otrzymał licencjat z amerykańskiej historii i literatury w 1951, w 1953 otrzymał MBA z Harvard Business School.
Początkowo pracował jako analityk na Wall Street, później został jednym z dyrektorów sieci Hills Supermarkets, w latach 60. został dyrektorem Hills-Korvette Supermarkets, w późniejszym czasie był także szefem sieci Finast.
W latach 70. przewodził komisji której zadaniem było ustalenie standardu oznakowywania produktów detalicznych, spośród wielu wówczas istniejących i niekompatybilnych ze sobą systemów, Haberman faworyzował system kodów kreskowych i dzięki jego determinacji, w kwietniu 1973, to właśnie ten system został przyjęty jako uniwersalny standard.
Alan Haberman był żonaty, miał troje dzieci i sześcioro wnuków.